# Allison Krause
Allison Beth Krause (Aussprache: kraʊs); (* 23. April 1951 in Cleveland (Ohio); † 4. Mai 1970 in Kent, Ohio) war eine US-amerikanische Studentin an der Kent State University und Friedensaktivistin, die im Alter von 19 Jahren von Soldaten der Ohio Army National Guard beim Kent-State-Massaker erschossen wurde, als sie auf dem Campus der Kent State University gegen die geplante US-Invasion in Kambodscha und die Präsenz der Nationalgarde protestierte.

## Leben
Allison Krause wurde in Cleveland, Ohio, als erstes Kind von Doris Lillian, geborene Levine, (1925–2016) und Arthur Selwyn Krause (1924–1988) geboren. Sie hatte eine drei Jahre jüngere Schwester, Laurel. Die Familie war jüdisch. Allison besuchte die John F. Kennedy High School in Silver Spring, Maryland, die sie im Sommer 1969 mit Auszeichnung abschloss. Im September begann sie an der Kent State University in Ohio Kunst und Sonderpädagogik zu studieren; sie hatte bereits als Schülerin ehrenamtlich psychisch kranke Menschen betreut, und ihr Berufswunsch war es, als Kunstlehrerin mit behinderten Kindern zu arbeiten. Sie begann eine Beziehung mit Barry Levine, einem Mitstudenten. Die beiden nahmen im Zuge der Protestbewegung gegen den Vietnamkrieg an mehreren Demonstrationen teil. Im November 1969 reisten sie nach Washington, D.C., um dort am zweiten Marsch für ein Moratorium zur Beendigung des Vietnamkriegs teilzunehmen. Dieser Marsch am 15. November war mit geschätzten 500.000 Teilnehmern eine der größten Demonstrationen, die je in Washington stattfand.
Schon vor Krauses Studienbeginn hatten auf dem Campus der Kent State University Proteste gegen den Vietnamkrieg begonnen, die anfangs friedlich verliefen, später aber auch zu gewaltsamen Aktionen, Zusammenstößen mit der Polizei und Festnahmen führten. Daher wurden ab dem Frühjahr 1970 Soldaten der Nationalgarde auf dem Universitätsgelände stationiert, eine Maßnahme, die in der Studentenschaft mehrheitlich auf Widerstand stieß. Als Krause anlässlich ihres 19. Geburtstags im April 1970 bei ihrer Familie in Pittsburgh zu Besuch war, äußerte sie, dass sie die Atmosphäre auf dem Campus als erstickend und bevormundend empfinde und vorhabe, im Sommer gemeinsam mit Barry Levine an eine Universität in dessen Heimatstaat New York zu wechseln. Die beiden erörterten auch Pläne, nach dem Examen nach Kanada auszuwandern.
Am Freitag, dem 1. Mai 1970, protestierten auf dem Campus der Kent State University etwa 500 Studenten friedlich gegen die am Vortag von Präsident Richard Nixon angekündigte Invasion Kambodschas und verlangten die Auflösung des Reserve Officer Training Corps (ROTC) an der Universität. An den beiden folgenden Tagen kam es bei erneuten Demonstrationen zu Ausschreitungen mit erheblichen Sachbeschädigungen; unter anderem wurde am Abend des 2. Mai das ROTC-Gebäude, eine Holzbaracke aus dem Zweiten Weltkrieg, niedergebrannt. Die Nationalgarde setzte Tränengas ein, einige Studenten erlitten Verletzungen durch Bajonettstiche. Krause, die bei ihren eigenen Protesten strikt dem Prinzip der Gewaltlosigkeit folgte, äußerte am Sonntag, dem 3. Mai, gegenüber Levine, dass die Eskalation der Gewalt der Antikriegsbewegung schade und die Anwesenheit der Nationalgarde rechtfertige. Am Nachmittag desselben Tages suchten beide das Gespräch mit einzelnen Nationalgardisten. Sie sprachen länger mit einem jungen Nationalgardisten, der eine Fliederblüte in seinen Gewehrlauf gesteckt hatte. Als ein Vorgesetzter verlangte, die „alberne Blume“ zu entfernen, hob Krause die Blüte auf und rief ihm nach: „Blumen sind besser als Kugeln.“ Dieser Satz wurde später auf ihrem Grabstein eingraviert.

## Tod

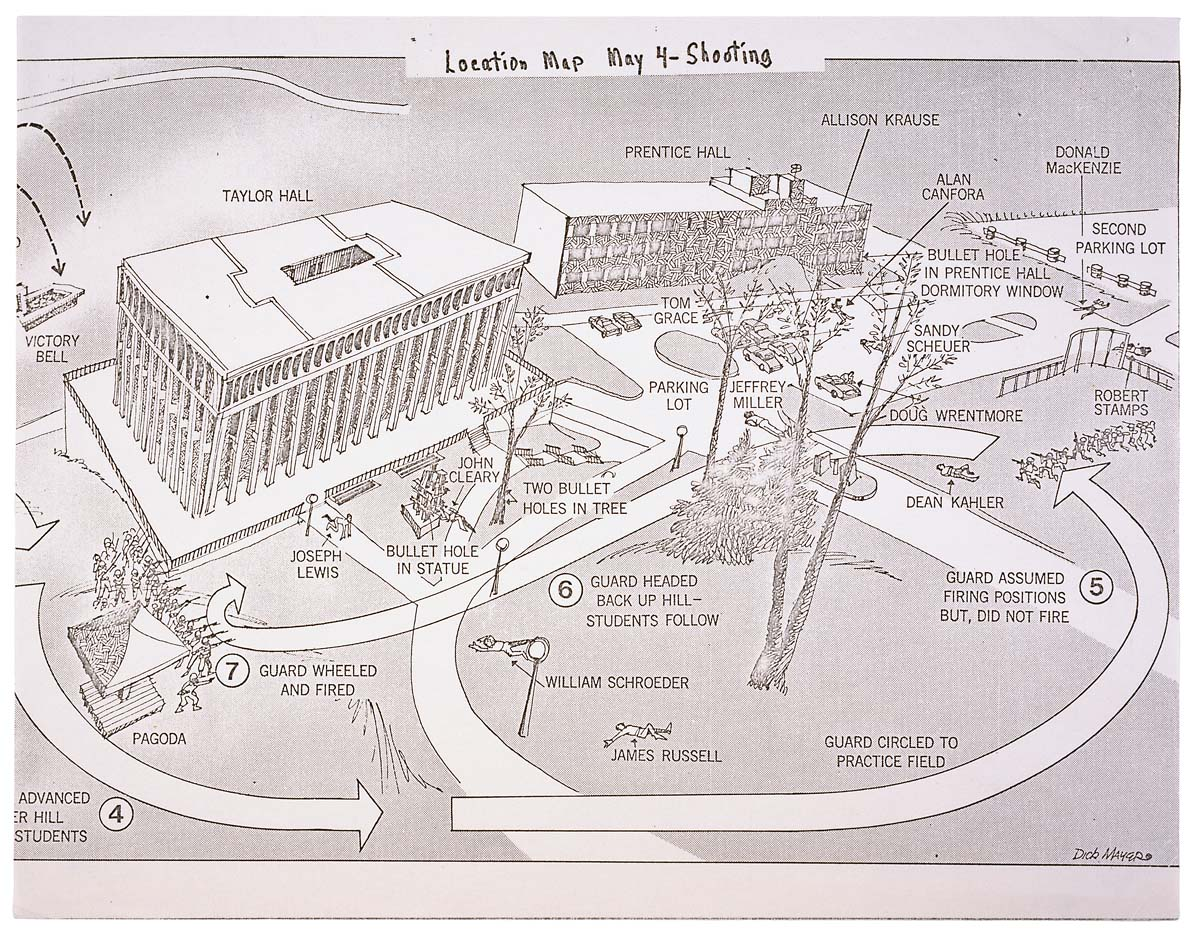
Polizeiskizze des Kent-State-Massakers (1970)

Obwohl die Universitätsleitung weitere Demonstrationen verboten hatte, versammelten sich am Mittag des 4. Mai mehrere hundert Studenten, darunter Krause und Levine, an der Victory Bell auf dem Campus. Die Aufforderung eines Polizisten, unverzüglich auseinanderzugehen, wurde von einzelnen Studenten mit Steinwürfen beantwortet. Daraufhin schoss die Nationalgarde Tränengasgranaten in die Menge, was einen erneuten Steinhagel zur Folge hatte. Nachdem die Nationalgarde den Befehl erhalten hatte, den Blanket Hill zu räumen, eine Erhebung in der Mitte des Campus, auf die sich eine Gruppe Protestierender zurückgezogen hatte, begaben sich Krause und Levine mit etwa 100 bis 200 weiteren Studenten im Rücken der Nationalgardisten zum Parkplatz vor dem Wohnheim Prentice Hall, um von dort aus ins Gebäude zurückzukehren. In diesem Moment wandten sich etwa dreißig Nationalgardisten nach hinten um und eröffneten das Feuer in Richtung des Parkplatzes. Zwei Studentinnen und zwei Studenten starben, neun weitere wurden teils schwer verletzt. Krause wurde auf eine Distanz von etwa 100 m von einer Kugel getroffen und stürzte zu Boden. Levine versuchte noch, sie durch Mund-zu-Mund-Beatmung zu reanimieren, aber obwohl die sofort herbeigerufenen Ambulanzfahrzeuge schon nach wenigen Minuten eintrafen, war Krause bei der Ankunft im Krankenhaus bereits tot. Die Autopsie ergab, dass eine einzelne Gewehrkugel ihren linken Oberarm durchschlagen hatte und in die linke Brustseite eingedrungen war, wo sie sich in mehrere Teile zerlegte, die massive innere Verletzungen verursachten.
Allison Krause wurde am 6. Mai 1970 auf dem Parkway Jewish Cemetery in Wilkins Township, Pennsylvania, beerdigt.

## Nachwirkungen
Die Schüsse an der Kent State führten zu landesweiten Protesten und trieben die Teilnehmerzahlen an einem Studentenstreik, der am 1. Mai begonnen hatte, auf bis zu vier Millionen hoch. Über 150 Universitäten schlossen infolge des Streiks oder als Solidaritätsbekundung; am 9. Mai demonstrierten 100.000 Menschen in Washington, D.C. gegen den Vietnamkrieg. Der Campus der Kent State University blieb sechs Wochen lang geschlossen.
Die Nationalgardisten, die die Schüsse abgegeben hatten, beriefen sich auf Notwehr, da sie von den protestierenden Studenten bedroht worden seien. Eine spätere Untersuchung durch das FBI kam jedoch zu dem Ergebnis, dass die Schüsse „nicht notwendig und nicht in Ordnung“ waren und es sich vermutlich um eine nachträgliche Schutzbehauptung handle. Acht Nationalgardisten wurden angeklagt, die Verfahren wurden jedoch im November 1974 eingestellt.
Krauses Vater Arthur kämpfte nach dem Tod seiner Tochter fast 10 Jahre lang gerichtlich und außergerichtlich darum, die Wahrheit über das Kent State Massaker ans Licht zu bringen und den Hinterbliebenen und Überlebenden Gerechtigkeit widerfahren zu lassen. Gemeinsam mit anderen Opferfamilien verklagte er die Nationalgarde auf 20 Millionen Dollar Schadenersatz. Das Verfahren endete im Januar 1979 mit einem außergerichtlichen Vergleich: Der Staat Ohio gab eine offizielle Entschuldigung (Statement of Regret) ab und zahlte den Opfern bzw. Hinterbliebenen insgesamt 675.000 Dollar, davon 15.000 an die Familie von Allison Krause.

## Gedenken
Der Platz, auf dem Krause und die anderen drei Opfer von den Kugeln getroffen wurden, wurde fast dreißig Jahre lang weiter als Parkplatz genutzt; der wiederholt vorgetragene Wunsch von Studenten und Hinterbliebenen, daraus eine Gedenkstätte zu machen, wurde von der Universitätsleitung ignoriert. Als während der jährlichen Gedenkfeier die studentischen Organisatoren am 3. Mai 1998 der teilnehmenden Universitätspräsidentin Carol Cartwright Briefe überreichen wollten, in denen die Eltern der Getöteten darum baten, die vier Parkbuchten, auf denen ihre Kinder erschossen wurden, als Mahnmale herzurichten, lehnte Cartwright die Entgegennahme ab und verließ die Veranstaltung. Daraufhin kam es am folgenden Tag vor dem Büro der Präsidentin zu einem zweistündigen Sit-in von etwa 200 Studenten, angeführt von Ron Kovic, der in diesem Jahr Hauptredner der Feier war. Im Juni gab die Präsidentin bekannt, dass die Universität den Wünschen nachkommen werde. Die vier Parkbuchten wurden mit jeweils sechs Stelen in Laternenform abgegrenzt und erhielten Plaketten mit dem Namen und Todesdatum. Am 8. September 1999 wurden die Gedenkstätten eingeweiht.
Anlässlich des 40. Jahrestages des Massakers im Jahr 2010 rief Krauses Schwester Laurel zusammen mit der Dokumentarfilmerin Emily Kunstler das Kent State Truth Tribunal (KSTT) ins Leben, um die Aussagen von Augenzeugen, Teilnehmern und weiteren Beteiligten über das Kent State Massaker auf Video aufzuzeichnen und zu archivieren. Das Tribunal tagte vom 1. bis zum 4. Mai 2010 in Kent, gefolgt von einem Westküsten-Tribunal in San Francisco im August und einem Ostküsten-Tribunal in New York im Oktober. Michael Moore übertrug alle Zeugenaussagen vor dem KSTT live auf seiner Website und erklärte dazu:

„50 Jahre nach den Morden an der Kent State wurde der Gerechtigkeit noch immer nicht Genüge getan. Das Kent State Truth Tribunal bringt uns diesem Ziel näher, indem es Berichte aus erster Hand mit der Öffentlichkeit teilt. Ich bin dankbar für seine Bemühungen und hoffe, dass eines Tages die Wahrheit an den Tag kommen wird .“

## Film
- Allison, Kurzfilm von Richard Myers (1971)[10][11]